# Microcleptes aranea
Microcleptes aranea là một loài bọ cánh cứng trong họ Cerambycidae.